# Thomas Bilney
Thomas Bilney (c. 1495 - 19 août 1531) est un martyr chrétien anglais.

## Jeunesse
Thomas Bilney est né vers 1495 à Norfolk, très probablement à Norwich. On ne sait rien de ses parents si ce n'est qu'ils lui ont survécu. Il entre au Trinity Hall de Cambridge à un jeune âge, vers l'an 1510. Au cours de sa vie, il est surnommé Little Bilney en raison de sa petite taille.

## Éducation
À Cambridge, il étudie le droit et obtient un LL. B. et prenant les ordres sacrés en 1519. Ne trouvant aucune satisfaction dans le système mécanique des scolastiques, il tourne son attention vers l'édition grecque du Nouveau Testament publiée par Érasme en 1516 .
Au cours de sa lecture dans les épîtres, il est frappé par les paroles de 1 Timothée 1:15, qui se lit comme suit : " Ceci est une parole fidèle, et digne de toute acceptation, que le Christ Jésus est venu dans le monde pour sauver les pécheurs ; de dont je suis le chef. » "Immédiatement", enregistre-t-il, "j'ai ressenti un confort et une tranquillité merveilleux, à tel point que mes os meurtris ont sauté de joie, Psaume 51:8. Après cela, l'Écriture commence à m'être plus agréable que le miel ou le rayon de miel ; où j'ai appris que tous mes travaux, mon jeûne et mes veilles, toutes les rédemptions des messes et les pardons, se faisaient sans vérité en Christ, qui seul sauve son peuple de ses péchés; ceux-ci, dis-je, j'ai appris à n'être rien d'autre que même, comme le dit saint Augustin, une course précipitée et rapide hors du droit chemin".
Les Écritures deviennent sa principale étude, et son influence conduit d'autres jeunes hommes de Cambridge à penser dans le même sens. Parmi ses amis figurent Matthew Parker, le futur archevêque de Cantorbéry, et Hugh Latimer. Latimer, auparavant un conservateur acharné, est complètement conquis et une amitié chaleureuse s'est nouée entre lui et Bilney. "Par sa confession", déclare Latimer, "j'ai appris plus qu'en vingt ans auparavant" .

## Prédication et emprisonnement
En 1525, Bilney obtient une licence pour prêcher dans tout le diocèse d'Ely. Il dénonce la vénération des saints et des reliques, ainsi que les pèlerinages à Walsingham et à Cantorbéry, et refuse d'accepter la médiation des saints. Les autorités diocésaines ne soulèvent aucune objection, considérant ses opinions divergentes comme étant d'une pertinence mineure pour l'essentiel de la foi chrétienne, et il est orthodoxe sur l'autorité du Pape et de l'Église, et sur la transsubstantiation .
Le cardinal Wolsey adopte un point de vue différent. En 1526, il semble avoir convoqué Bilney devant lui. Après avoir prêté serment qu'il ne tenait pas et qu'il ne diffuserait pas les doctrines de Martin Luther, Bilney est démis de ses fonctions. Mais l'année suivante, de sérieuses objections sont soulevées contre une série de sermons qu'il a prêchés à Londres et dans les environs, et il est traîné hors de la chaire alors qu'il prêche à la chapelle St George d'Ipswich, arrêté et emprisonné dans la Tour de Londres. Interpellé devant Wolsey, William Warham, archevêque de Cantorbéry, et plusieurs évêques dans la salle capitulaire de l'Abbaye de Westminster, il est reconnu coupable d'hérésie, la peine étant différée tandis que des efforts étaient faits pour l'inciter à se rétracter, ce qu'il finit par faire .

## Libération, nouvelle arrestation et exécution
Après avoir été détenu pendant plus d'un an dans la Tour, il est libéré en 1529 et retourne à Cambridge. Il y est submergé de remords pour son apostasie, et après deux ans, il est déterminé à prêcher à nouveau ce qu'il a tenu pour la vérité. Les églises ne lui étant plus ouvertes, il prêche ouvertement dans les champs, arrivant finalement à Norwich, où l'évêque, Richard Nix, le fait arrêter. Des articles sont rédigés contre lui par Convocation, il est jugé, dégradé de ses ordres et livré aux autorités civiles pour être brûlé . La peine est exécutée à Lollards Pit, Norwich le 19 août 1531 . Après avoir été témoin de la mort de Bilney, l'évêque Nix aurait dit: "Je crains d'avoir brûlé Abel et laissé partir Caïn" .
Une enquête parlementaire est envisagée dans cette affaire, non pas parce que le Parlement approuve la doctrine de Bilney, mais parce qu'il est allégué que l'exécution de Bilney a été obtenue par les ecclésiastiques sans l'autorisation appropriée de l'État. En 1534, l'évêque Nix est condamné sur ce chef à la confiscation de ses biens .